# Cabàs
El cabàs és un tipus de bossa de mà, generalment fet d'espart entreteixit o de fulles de plantes seques (fulles de palma), amb dues nanses (de vegades de cuiro), més ample de boca que de baix, quasi tan alt com ample de boca, que servia antigament per portar-hi tota mena de coses, per anar al mercat i carregar-lo amb productes alimentàris, fruita, hortalisses (verdures, tomàquets, etc.), productes del camp i queviures en general. El terme cabàs té un origen molt antic provençal-català, derivat del llatí vulgar  capaceum : (cistella). A França, la paraula cabas es definia d'antuvi en francès com cistell que servia per portar provisions de boca.
- Cabàs d'escombriaire: amb la capacitat que té un cabàs de ser emprat com recollidor fins encara els anys cinquanta els escombriaires l'empraven per a recollir deixalles del terra.
- Cabàs de recollir fems: era un cas especialitzat cabàs d'escombriaire, s'emprava per recollir els fems dels carrers i les carreteres, que s'emprava com a adob
- Una senalla és un cabàs d'espart o de palma, que serveix per a recollir i transportar terra, pedres, sorra, ciment, escombraries, fems, etc. Fins als anys cinquanta els operaris encara feien servir una senalla de les eines, com la senalla de fuster, senalla de lampista